# Echarri
Echarri település Spanyolországban, Navarra autonóm közösségben. Echarri Zabalza-Zabaltza, Bidaurreta, Guesálaz és Ciriza-Ziritza községekkel határos. Lakosainak száma 78 fő (2024).

## Népesség
A település népessége az elmúlt években az alábbi módon változott:
| Lakosok száma | 56   | 67   | 67   | 67   | 72   | 78   | 80   | 75   | 71   | 78   |
|               | 2001 | 2004 | 2007 | 2009 | 2012 | 2014 | 2017 | 2019 | 2022 | 2024 |